# Maja Grønbæk
Maja Grønbæk (Amager, 30 de janeiro de 1971) é uma ex-handebolista profissional dinamarquesa, campeã olímpica.
Maja Grønbæk fez parte do elenco medalha de ouro, de Sydney 2000.